# Miss Mondo 1982
Miss Mondo 1982, la trentaduesima edizione di Miss Mondo, si è tenuta il 18 novembre 1982, presso il Royal Albert Hall di Londra. Il concorso è stato presentato da Peter Marshall e Judith Chalmers. Mariasela Álvarez, rappresentante della Repubblica Dominicana è stata incoronata Miss Mondo 1982.

## Risultati

### Piazzamenti
| Risultato       | Concorrente |
| --------------- | --- |
| Miss Mondo 1982 | - Rep. Dominicana - Mariasela Álvarez |
| 2ª classificata | - Finlandia - Sari Kaarina Aspholm |
| 3ª classificata | - Regno Unito - Delia Dolan |
| 4ª classificata | - Svizzera - Lolita Morena |
| 5ª classificata | - Stati Uniti - LuAnn Caughey |
| 6ª classificata | - Trinidad e Tobago - Althea Rocke |
| 7ª classificata | - Irlanda - Roberta Brown |
| Semifinaliste   | - Australia - Catherine Morris - Bolivia - Brita Cederberg - Danimarca - Tina Nielsen - Filippine - Sara-Jane Areza - Guam - Frances Limtiaco - Isole Cayman - Maureen Lewis - Jugoslavia - Ana Sasso - Zimbabwe - Caroline Murinda |

### Regine continentali
| Risultato | Concorrente                                  |
| --------- | -------------------------------------------- |
| Africa    | - Zimbabwe - Caroline Murinda                |
| Americhe  | - Rep. Dominicana - Mariasela Alvarez Lebron |
| Asia      | - Filippine - Sara-Jane Areza                |
| Europa    | - Finlandia - Sari Kaarina Aspholm           |
| Oceania   | - Australia - Catherine Ann Morris           |

### Riconoscimenti speciali
| Risultato        | Concorrente                            |
| ---------------- | -------------------------------------- |
| Miss Personality | - Isole Cayman - Maureen Therese Lewis |
| Miss Photogenic  | - Svizzera - Lolita Laure Morena       |